# Alessandri (Bergamo)
Alessandri è il cognome di una famiglia patrizia bergamasca originaria di Adrara. Alcuni discendenti si spostarono a Castelli Calepio dove si contrapposero ai conti di Calepio,  mentre una parte si trasferì a Bergamo agli inizi del XI secolo diventando tra le famiglie più nobili della città. Dal XVII secolo alcuni rappresentanti della famiglia divennero famosi architetti.
Il cognome Alessandri deriva da Alessandro o Alexandros dal significato di difensore dei propri sudditi, variò in Sandri che nel Veneto veniva identificato in uomo rozzo, e in Sandrini e Sandrinelli.
Nel 1685 venne conferita a Giovanni Battista e Giulio Antonio nipote e zio degli Alessandri di Bergamo, la contea di Villa di Caplecischis posta sul territorio di Cividale del Friuli. I titoli nobiliari furono confermati nel 1818 e nel 1830.

## Personaggi
Nell'arco dei secoli numerosi furono i personaggi che si distinsero per ruoli e opere:

### Cipriano degli Alessandri (1310-1341)
Cipriano degli Alessandri è stato vescovo di Bergamo dal 1310 al 1341, a lui si deve la posa della prima pietra il 13 dicembre 1337 della chiesa di Santa Lucia. Il testo Memorie istoriche della città e chiesa di Bergamo opera di Giuseppe Ronchetti, vorrebbe la sua morte nel 1342 dopo 33 anni di vescovado. Definisce Cipriani un ottimo vescovo indicando la costruzione del battistero per la basilica di Santa Maria Maggiore, poi collocato all'esterno, sulla piazza del duomo nel 1899.

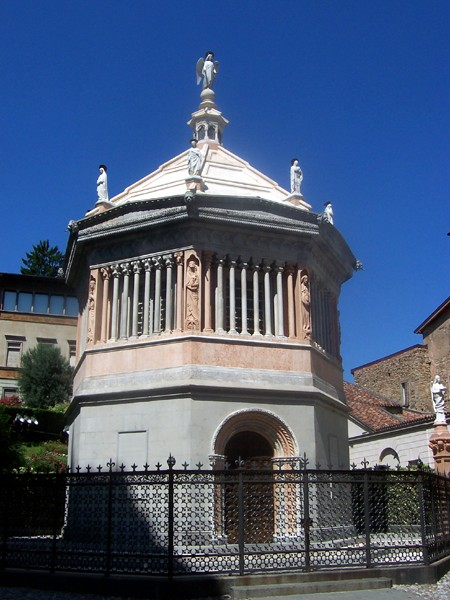
Battistero di Bergamo

Il 14 ottobre 1336 il vescovo approvò, con un privilegio, il formarsi della nuova compagnia dei Disciplinati approvandone la regola, concedendo l'indulgenza a chi avesse sostenuto e aiutato economicamente la confraternita.

### Gabriele Alessandri (   -1595)
Gabriele è stato un frate domenicano e vescovo. Figlio dell'omonimo Gabriele importante giureconsulto di Bergamo, venne educato dal padre agli studi classici, diventando frate domenicano nel convento di Santo Stefano, poté approfondire gli studi di Filosofia e Teologia. Nominato nel 1566 vescovo della chiesa Galesina (o Telesina) da Papa Pio V, venne messo a sostegno del cardinale Carlo Gaudenzio Madruzzo che era vescovo e principe vescovo di Trento.

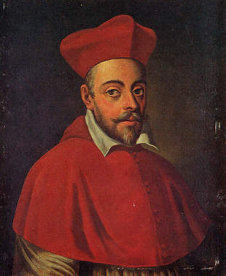
Carlo-Gaudenzio-Madruzzo

Restano famosi i suoi interventi nelle controversie che portarono al Concilio di Trento pubblicando alcuni testi contro l'eresia. Alla sua morte nel 1595, venne tumulato nella cattedrale di Trento. Il vescovo Carlo Emanuele Madruzzo recitò l'orazione funebre che venne successivamente pubblicata a Milano con i testi delle sue opere teologiche.

### Marco Alessandri (1664-19 agosto 1719)
Marco fu un pittore e architetto, nacque a Bergamo, presumibilmente nel 1664, figlio di Giacomo Alessandri e Anna Maria Marchesi. Iniziò a lavorare come pittore, per poi recarsi a studiare a Roma. Fece poi ritorno a Bergamo iniziando a lavorare per il rifacimento di molte chiese, tra queste la basilica di Sant'Alessandro in Colonna. Seppure non ci sia testimonianza delle sue pitture rimane la descrizione che ne fece il Francesco Tassi.

### Achille Alessandri (1665-1751)
Achille fu un architetto di Bergamo, era fratello di Marco ed era nato il 12 dicembre 1665 a Milano. Studiò a Milano presso i padri gesuiti avendo come insegnante di matematica Tommaso Ceva. Venne poi mandato a Roma dove studiò architettura. Al suo ritorno lavorò ai disegni della chiesa di santa Grata in Borgo Canale. Morì nel 1751.

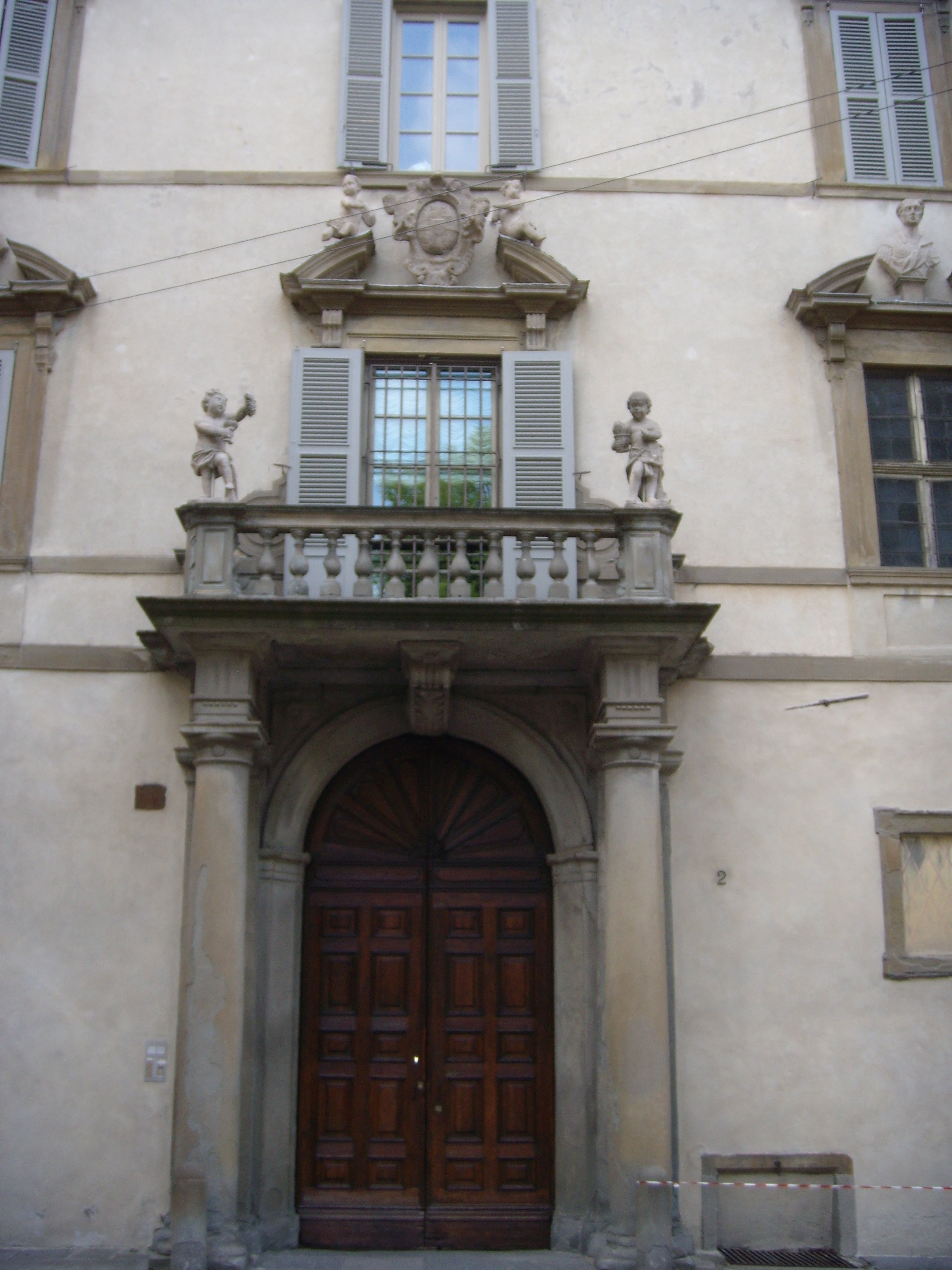
Palazzo Terzi - Ingresso

### Filippo Alessandri (1713-1773)
Filippo è stato un architetto, fu figlio di Achille e di Vittoria Benaglia. Seguì fin da piccolo i lavori del padre. Realizzò disegni per alcune chiese della bergamasca, tra queste quelle di Urgnano e di Medolago, e molti furono i suoi progetti per le chiese di Bergamo. Suo è il disegno del reliquario dei santi Fermo, Rustino e Proculo nel cattedrale di Sant'Alessandro, lavoro eseguito da Domenico Filiberti, e dell'altare di santa Caterina e san Gerolamo. Progettò anche molte abitazioni civili, come la casa dei Rivola, il portale e facciata di Palazzo Terzi, la casa del conte Giulio da Caleppio, e palazzo Colleoni. Morì sempre a Bergamo il 9 febbraio 1773.

### Marco Alessandri (1775-1830)
Marco, è stato un politico, nacque il 28 giugno 1775 a Bergamo. Fu tra gli organizzatori della rivoluzione che voleva allontanare da Bergamo l'ultimo podestà veneziano, diventando il presidente della loggia massonica. Nel biennio 1796-1798 fu tra i componenti del nuovo comune di Milano denominato Municipalità della città di Milano, facente anche parte del direttorio della Repubblica Cisalpina e dal 1809 Senatore del nuovo Regno Italico. Venne anche nominato presidente dell'Accademia Carrara. Lasciò ogni carica pubblica ritirandosi a vita privata dopo la sconfitta di Napoleone morendo a Villongo il 21 giugno 1830.
Iscritto alla Loggia massonica di Bergamo,  nel 1796 fu nominato Maestro venerabile, rappresentando nel 1805, in qualità di Maestro venerabile, la Loggia Reale Eugenio di Milano all'atto di fondazione del Grande Oriente d'Italia con sede a Milano, venendo poi nominato nel 1805 «Gran tesoriere» e nel 1808 «Gran conservatore generale» in esercizio.